# (21921) Camdenmiller
(21921) Camdenmiller est un astéroïde de la ceinture principale d'astéroïdes.

## Description
(21921) Camdenmiller est un astéroïde de la ceinture principale d'astéroïdes. Il fut découvert le 3 novembre 1999 à Socorro (Nouveau-Mexique) par le projet LINEAR. Il présente une orbite caractérisée par un demi-grand axe de 2,29 UA, une excentricité de 0,17 et une inclinaison de 4,8° par rapport à l'écliptique.

## Compléments